# Rameswaram

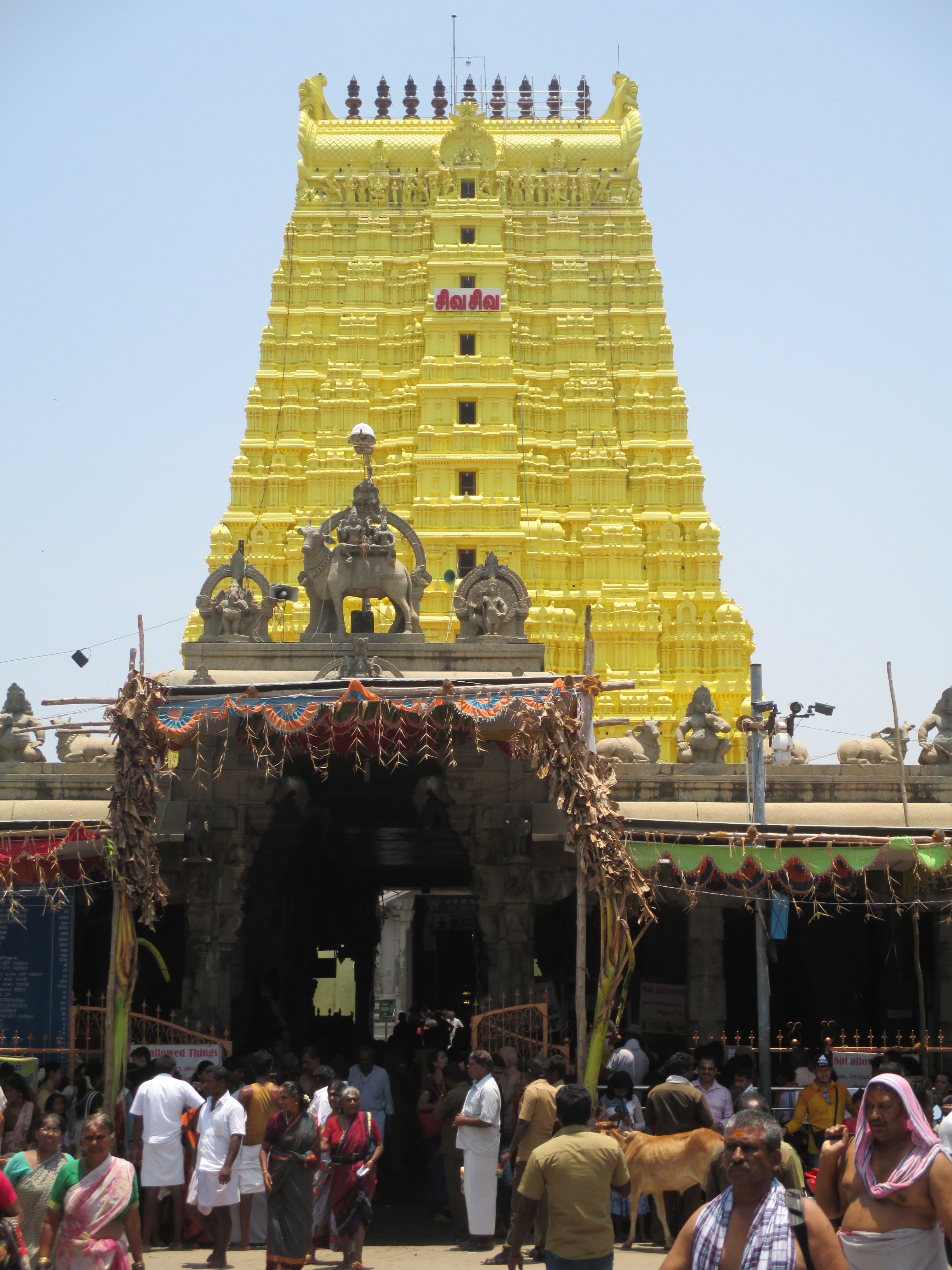
Templo de Ramanatha, en Rameswaram

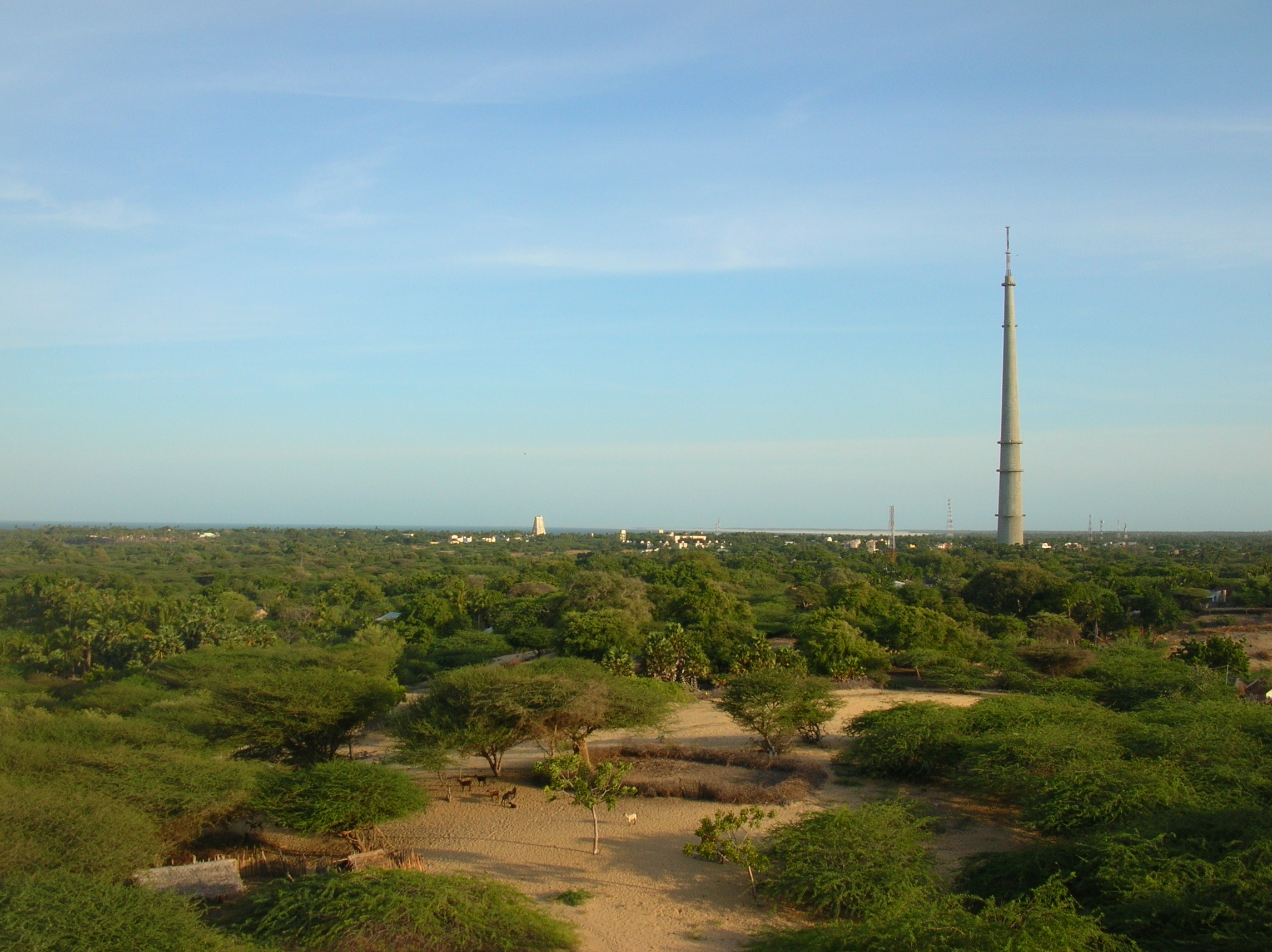
Vista de la isla Pambán desde la colina Gandha Madana, que está situada en el centro de la isla, a unos 5 km al norte de Rameswaram. A la derecha se puede ver la torre de televisión Doordarshan National TV Tower ―la más alta de la India―, en las afueras de la localidad y en el centro izquierda el templo de Rameswaram, en el centro de la localidad.

Rameswaram, también transcrito como Ramesvaram, Rameshwaram,  es una ciudad y también un municipio en el distrito de Ramanathapuram del estado indio de Tamil Nadu. Está en la isla  Pamban, que está separada del subcontinente indio por el canal Pamban y también a unos 40 kilómetros de la isla de Mannar, Sri Lanka. Está en el golfo de Mannar, en la punta de la península india. La isla Pamban, también conocida como isla de Rameswaram, está conectada a la India continental por el puente de Pamban. Rameswaram es el término de la línea ferroviaria de Chennai y Madurai. Junto con Varanasi, se considera uno de los lugares más sagrados de la India para los hindúes, y parte de la peregrinación de Char Dham (] las ‘cuatro moradas divinas’ elegidas por el erudito religioso Shankará (788-820) en los cuatro puntos cardinales de la India; las otras ciudades son Badrinath (en los Himalayas, al norte), Dwarka (en el mar Arábigo, al noroeste) y Puri (en el mar Índico, al noreste).
En el Ramayana se recoge que el divino rey Rama construyó un puente (puente de Adán) con la ayuda de Hanuman desde aquí a través del mar hasta Lanka para rescatar a su esposa Sita que estaba secuestrada por el raksasa Ravana. El templo de Ramanathaswamy, dedicado al dios védico Shiva, está en el centro de la ciudad y está estrechamente asociado con Rama. El templo y la ciudad se consideran un lugar sagrado de peregrinación para los shaivas.  Tanto krisnaístas, como visnuistas y sivaístas visitan este centro de peregrinación, que se conoce como la Benarés del sur.
Rameswaram es el punto más cercano desde el cual llegar a Sri Lanka desde la India, y la evidencia geológica sugiere que el Rama Sethu fue una antigua conexión terrestre entre India y Sri Lanka.[cita requerida] La ciudad ha aparecido en las noticias por el Proyecto del Canal de Sethusamudram, Kachchatheevu, los refugiados tamiles de Sri Lanka y la captura de pescadores locales por presuntas actividades transfronterizas por parte de las fuerzas de Sri Lanka. Ramesuaram es administrado por un municipio establecido en 1994. La ciudad cubre un área de 53 km² y tenía una población de 44 856 habitantes en 2011. El turismo y la pesca emplean a la mayoría de la fuerza laboral en Rameswaram.

## Geografía
Rameswaram está ubicado a 9°17′N 79°18′E / 9.28, 79.3
Se encuentra en el extremo sur de la India, en el estado de Tamil Nadú, en la alargada isla de Pambán (de 30 km de longitud), en el golfo de Mannar. La isla está separada del continente por el canal de Pamban (de 2 km de ancho). Al oeste, cruzando el estrecho de Palk (de unos 30 km de ancho) se encuentra la isla de Mannar, que pertenece a Sri Lanka.
Tiene una elevación media de 10 metros. 
La playa de Rameswaram es famosa por su hermoso mar, que parece un gran río porque no tiene ninguna ola. Las olas alcanzan una altura máxima de 3 cm. La leyenda del Ramaiana explica que el dios Rama rezó al dios del mar para que allanara su camino hacia la isla de Lanka. Varuna le concedió el favor diciendo que detendría las olas del mar para no impedir la construcción del mágico puente de rocas flotantes.
Avul Pakir YainulAbdín Abdul Kalam, expresidente de la India, es oriundo de una aldea de pescadores llamada DhanushKodi, que se encuentra en el extremo oriental de la isla (a 23 km al sureste de Ramesuaram).
La leyenda dice que desde DhanushKodi, el rey dios Rama construyó un puente de piedras flotantes, que se extendía 30 km desde el continente índico hasta Sri Lanka. Sethu Karai es un lugar a 22 kilómetros de la ciudad de Rameswaram desde donde Rama comenzó a construir el puente flotante Ramasethu, desde la aldea Dhanushkodi hasta la isla Talaimannar en Sri Lanka, como se menciona en la gran epopeya del Ramaiana.

## Clima
Rameswaram tiene un clima tropical seco, con precipitaciones medias anuales de 940 mm, en su mayoría en los cuatro meses del monzón del noreste, entre octubre y enero. La temperatura no tiene picos importantes, se mantiene todo el año entre 30 °C a 35 °C. La temperatura más alta registrada en la estación de Pamban fue de 37 °C y la mínima de 17 °C.

## Demografía
Según el censo de la India de 2011, Rameswaram tenía una población de 44 856 habitantes. En el censo de 2001 los varones constituían el 52% de la población y las mujeres el 48 %. Rameswaram tenía un índice medio de alfabetismo de 72%, con mucha diferencia entre varones y mujeres: la alfabetización masculina es del 77 %, y la alfabetización femenina es del 66%. En Rameswaram, el 13% de la población es menor de 6 años de edad.

## El templo de Ramesuaram

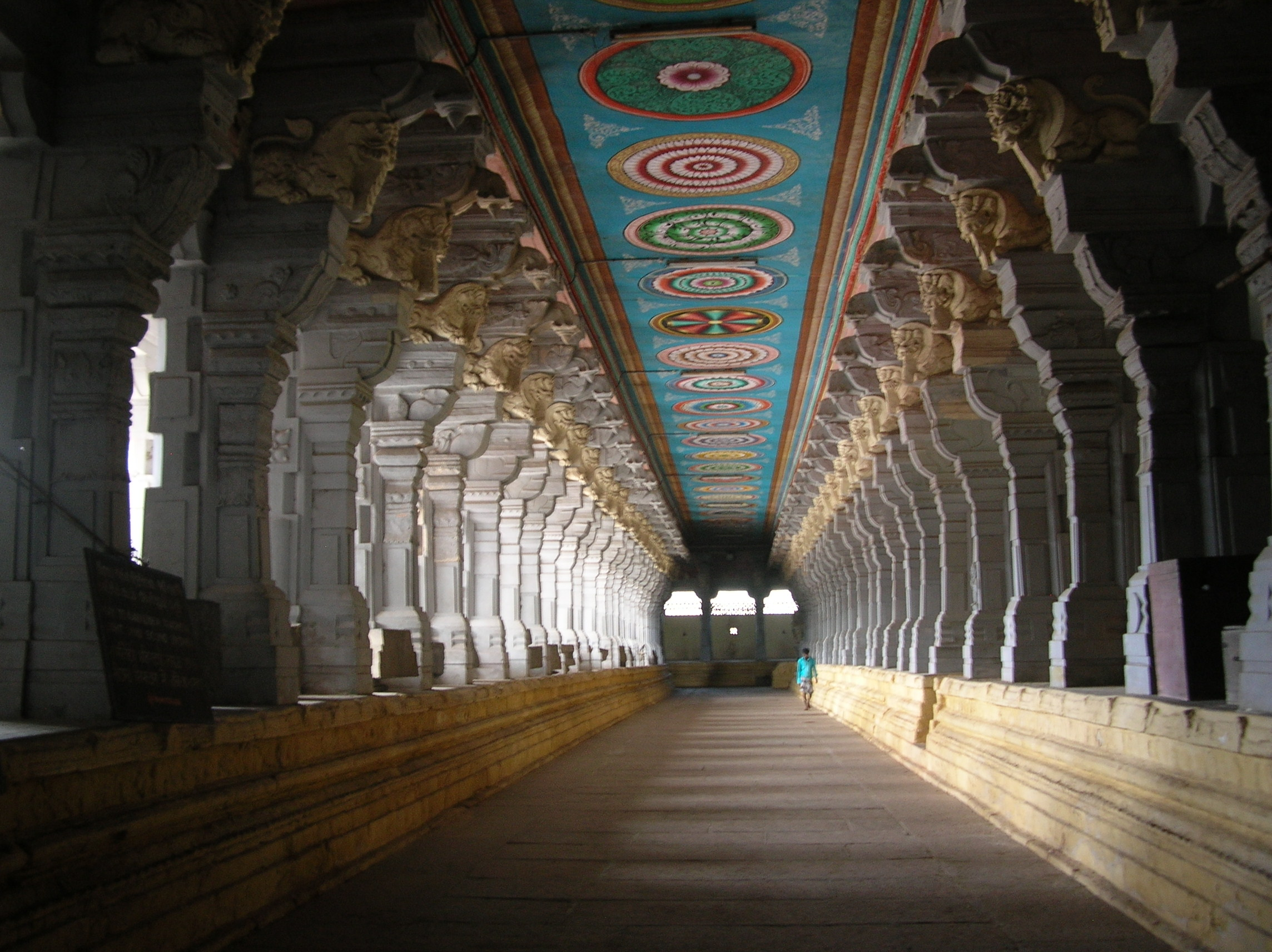
Vista interior del templo de Rameswaram.

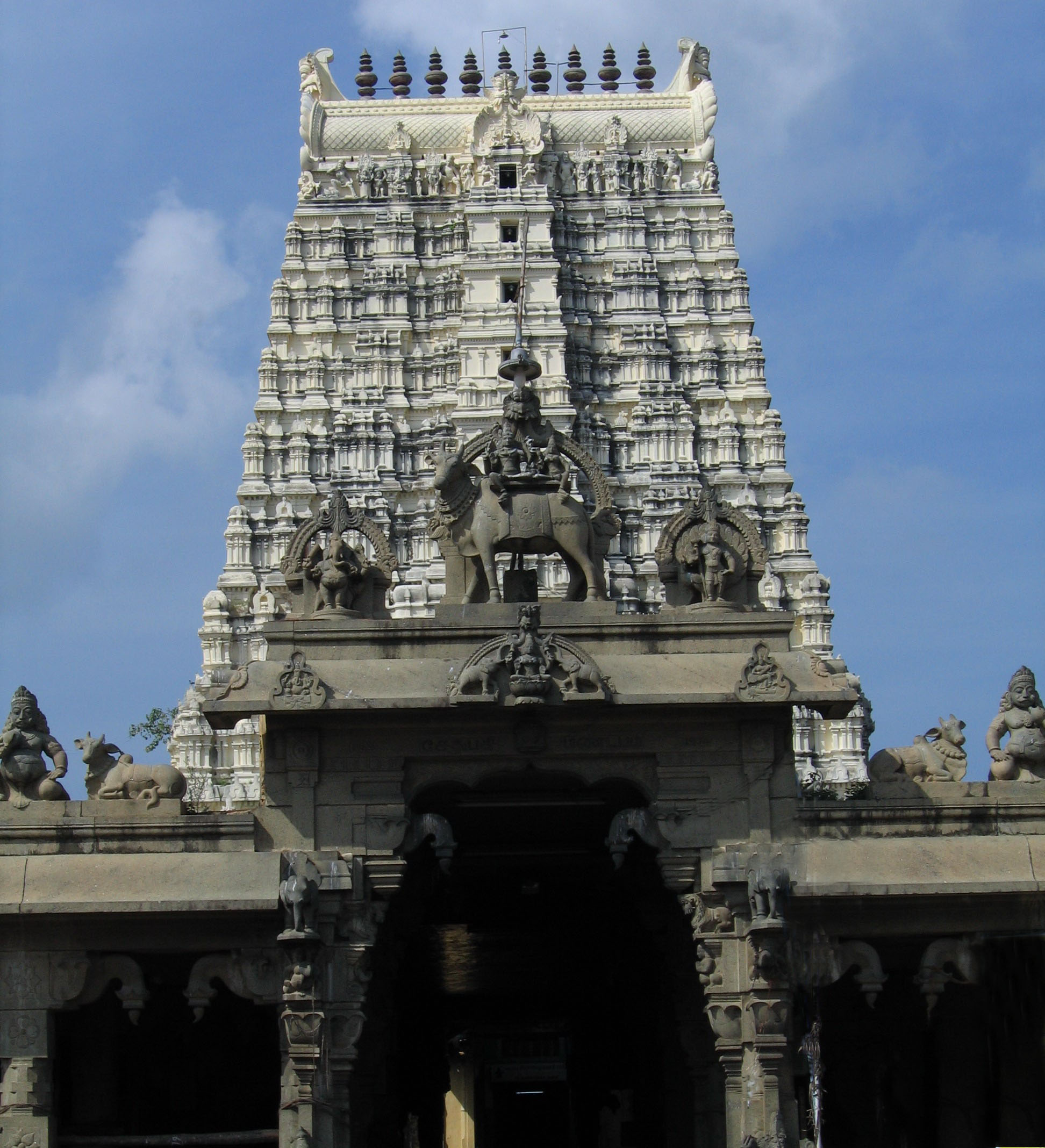
Vista del gopuram del este en el templo de Rameswaram en la mañana.

El templo Rameshuaram ocupa el área principal de la ciudad de Rameshuaram. Es conocido también como Ramanatha Suami (o Ramanathaswamy).
Rameswaram es importante para los indios. Según la tradición,[cita requerida] una peregrinación a Benarés es incompleta sin una peregrinación a Rameswaram. La deidad que preside el templo es un lingam (falo de Sivá) con el nombre de Ramanatha Swamy. Es uno de los doce yiotir-lingas (‘falos brillantes’, los lingam más importantes de la India).
Esta obra maestra de la arquitectura india cuenta con el corredor de templo más grande de la India: 1219 metros, con pilares de granito de 3,6 m de altura, ricamente tallados.
Diferentes gobernantes construyeron el templo de Ramanatha Swami durante un período de tiempo a partir del siglo XII.
Sin embargo, algunos hinduistas ortodoxos consideran que el templo tiene muchos miles de años de antigüedad (como se supone erróneamente con todos los templos más antiguos de la India).
El templo posee veintidós pozos de agua; el sabor del agua de cada pozo es diferente de la de los otros. 
De acuerdo con los Puranas (escrituras sagradas con leyendas de los dioses hinduistas), después de que 
el príncipe Rama mató al malvado bráhmana Rávana ―hijo de Vishrava y bisnieto del dios Brahmá―, tuvo que realizar praiaschita (ritual expiatorio) para purificarse por haber cometido brahma-jatiá (el pecado de asesinar a un brahmán). 
Entonces, con el asesoramiento de los rishis (conocedores de los rituales descritos en las Escrituras hinduistas), junto con su esposa Sita y su hermano Lakshman, instaló y adoró un Sivá Linga (falo sagrado del dios Sivá). Rama envió a Jánuman al monte Kailas para traer un falo de piedra. Como Jánuman no regresó a tiempo, y la fecha para instalar un templo de acuerdo con la astrología no podía esperar, la supersticiosa Sita improvisó un falo de arena. Cuando Jánuman volvió desde el monte Kailas con un falo de piedra los rituales habían terminado. Para consolar al decepcionado Jánuman, Rama hizo en piedra un lingam que representara a Jánuman (llamado Visua-lingam, el falo del mundo). Lo instaló con rituales al lado del Ramalinga, y ordenó que los rituales se realizaran siempre primero al Visvalingam de Jánuman. En el templo de Rameswaram, 
todos los días a la mañana se realiza el Mani Darisanam (mani darshan: ‘visión de la joya’). Esta mani es de spatikam (piedra preciosa) con forma de sagrado shivling. De acuerdo con la tradición, esta mani es una representación de Sheshnag (la serpiente que funge como cama del dios Visnú).